# Vladimir Bartol

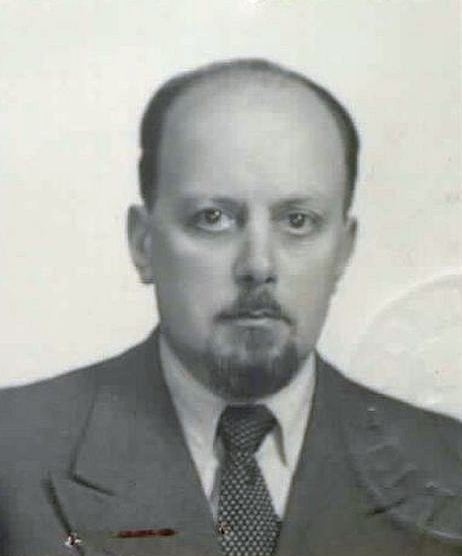
Vladimir Bartol (1953)

Vladimir Bartol (Triëst, 24 februari 1903  - Ljubljana, 12 september 1967) was een Sloveens schrijver. Hij is de schrijver van het boek Alamut, dat het populairste boek van de Sloveense literatuur is geworden en vertaald werd in verschillende talen. 

## Leven
Vladimir Bartol werd geboren in 1903 in het stadje Sveti Ivan (San Giovanni in het Italiaans) nabij Triëst in een kroostrijk gezin. Hij was het derde kind uit zeven. Zijn vader heette Gregor Bartol en werkte in een postkantoor. Zijn moeder, Marica Bartol-Nadlišek, was lerares en schrijfster. Zij waren in staat om hun kinderen een zeer goede opleiding te geven: zijn moeder leerde hem schilderen, zijn vader introduceerde hem in de biologie. Zijn basisschool legde hij af in Triëst, waar hij ook zijn middelbare school begon. Zijn eindexamen voor de middelbare school legde hij echter af in Ljubljana. Bartol zelf was als kind overgevoelig, vreemd en hij had een zeer rijke fantasie. Althans, zo beschrijft hij zichzelf in zijn autobiografische kortverhalen. Door zijn brede opleiding was hij geïnteresseerd in vele dingen zoals biologie, filosofie, psychologie, kunst en natuurlijk ook in toneel en literatuur. Als wetenschapper lagen zijn interesses vooral bij vlinders, die hij verzamelde en onderzocht. 
Na zijn middelbare school schreef hij zich in op de Universiteit van Ljubljana, waar hij biologie en filosofie studeerde. Hier kreeg hij veel interesse in het werk van Sigmund Freud. Hij studeerde af in 1925, maar ging verder studeren in Parijs aan de Sorbonne van 1926 tot 1927. Hiervoor kreeg hij een studiebeurs. In 1928 ging hij in het leger en deed zijn dienstplicht in Petrovaradin, dat in Servië ligt. In 1933 vestigde hij zich in Belgrado, en werkte daar als redacteur van een Sloveense krant. Al in 1934 keerde hij terug naar Ljubljana, en daar werkte hij als freelance schrijver tot 1941. In de Tweede Wereldoorlog nam hij actief deel aan het verzet. Na de oorlog keerde hij terug naar Triëst, en bleef daar tot 1956. Zijn terugkeer naar Ljubljana kwam er nadat hij verkozen werd als medewerker voor de Sloveense Academie voor Wetenschap en Kunst (SAZU). Hij bleef werken voor SAZU tot zijn dood in 1967.

## Werk
Vladimir Bartol begon al in 1927 met schrijven. Hij schreef kortverhalen voor verschillende kranten, die later in 1935 verzameld werden in de bundel Al Araf. In 1974 werd het met enkele veranderingen en uitbreidingen postuum gepubliceerd onder de naam Demon in Eros. Omdat hij vooral verhalen voor kranten en tijdschriften schreef, is zijn werk nogal sterk verspreid, en werd het dikwijls pas postuum gepubliceerd in een verzamelwerk. 
In zijn werken werd hij zeer beïnvloed door de ideeën van Friedrich Nietzsche, F.M. Dostojevski, het expressionisme en de psychoanalyse. In zijn essays in de jaren 1930 introduceerde hij de ideeën van Sigmund Freud en Carl Gustav Jung in Joegoslavië. Vaak vinden we in zijn romans filosofische en psychologische ideeën terug, die handelen over het verlangen voor macht, over waarheid en bedrog, over het manipuleren van mensen en over  de kennis uit het kosmopolitische, intellectuele principe. Omdat hij ten tijde van het sociaal realisme schreef, kwamen zijn thema's niet zo tot uiting. Hij werd vooral gewaardeerd in de jaren 1980. In de laatste jaren werd hij zeer bekend omwille van zijn roman Alamut, die een situatie beschrijft, die zeer gelijkt op de actuele situatie in het Nabije Oosten. Vooral na de gebeurtenissen van 11 september 2001.

## Alamut
Alamut is een roman, die gepubliceerd werd in 1938. Bartol werkte eraan vanaf 1927 tot 1937. De roman vertelt het verhaal van Hasan al-Sabah en de Assassijnen. De titel van het boek is afgeleid van hun fort: het Alamoet-fort. De moraal van het verhaal: "Niets is echt, alles is toegestaan." Toen het boek gepubliceerd werd, was het nogal sarcastisch opgedragen aan Benito Mussolini. Het werk is dan ook een allusie op de meedogenloze tirannen van Bartols tijd, zoals Hitler met zijn SS en Mussolini. Bartol bestudeerde vele historische bronnen, vooral van Marco Polo,  om de feitelijke historische achtergrond zo nauwgezet mogelijk weer te geven. 
Het verhaal wordt gesitueerd in de 11e eeuw in het fort Alamoet, dat net is overgenomen door Hasan al-Sabah, de leider van de Ismaëlieten. Van hieruit wil hij het rijk van de Seltsjoek-Turken aanvallen. Het verhaal begint met de reis van de jonge ibn Tahir, die zich bij het Alamoet-garnizoen zal voegen. Hij komt terecht bij de Fedai. Een soort elite-eenheid die elk bevel zonder enige vraag volgt, desnoods tot de dood. Ze geloven namelijk dat ze onmiddellijk naar de hemel gaan, als ze vechtend sterven. Ze waren zo gehoorzaam omdat Hasan hen misleid had en hen hasjiesj had gegeven, en hen daarna in de tuinen achter het fort had laten dragen, die als een afbeelding van de hemel waren ingericht. Zo geloofden de fedai dat Hasan de kracht had gekregen om iedereen voor een korte periode naar de hemel te sturen. Sommige fedai werden verliefd op de vrouwen die daar geplaatst werden, en hoopten om gauw definitief naar de hemel te gaan om zich bij hun geliefde te voegen. 
Wanneer de Seltsjoeken het fort belegeren, nemen ze enkele gevangenen en Hasan toont zijn macht over zijn mannen. Hij beveelt een fedai om van een toren te springen. Deze doet dit met een lach op het gezicht. Daarna wordt ibn Tahir bevolen om de grootvizier van de Seltsjoeken te doden omdat Hasan zich wil wreken op de Seltsjoekensultan. Ibn Tahir slaagt in zijn missie, maar de stervende grootvizier slaagt erin hem Hasans geheim te vertellen. De moordenaar keert dan terug naar Hasan om ook hem te doden, maar dan onthult Hasan zijn motto: "Niets is echt, alles is toegestaan." Vervolgens stuurt Hasan de jonge fedai op een reis rond de wereld. Even later wordt de sultan van de Seltsjoeken vermoord, en begint de strijd om de opvolging. Hasan sluit zichzelf op in een toren, en draagt de macht over de Ismaëlieten over aan zijn trouwe dai - zijn militaire en religieuze leiders. 
Critici uit de tijd dat het werk gepubliceerd werd, waren niet gek op Alamoet. Ze vonden het niet Sloveens genoeg. Dit hield de roman niet tegen om populair te worden over de hele wereld. Hij werd dan ook vertaald in verschillende talen: Tsjechisch (1946), Servisch (1954), Frans (1988), Spaans (1989), Italiaans (1989), Duits (1992), Turks (1995), Perzisch (1995), Arabisch, Grieks, Koreaans, Engels (2004). Aan een vertaling in het Hebreeuws en het Hongaars wordt sinds 2003 gewerkt.

### Toneel
- Lopez (1932, toneelstuk)
- Empedokles (1945, tragikomedie)

### Verhalen
- Al Araf (1935, bundel van kortverhalen)
- Tržaške humoreske (1957, bundel van kortverhalen)
- Demon in Eros (1974, verhaal)
- Don Lorenzo (1985, een verhaal)
- Med idilo in grozo (1988, bundel van verhalen)

### Roman
- Alamut (1938, roman)
- Čudež na vasi (1984, roman)

### Autobiografie
- Mladost pri Svetem Ivanu (2001, een autobiografie)

### Essays
- Zakrinkani trubadur (1993, bundel van essays)